# 埃丝特勒·莫瑟利
埃丝特勒·莫瑟利（法語：Estelle Mossely，1992年8月19日—）是一名法国女子拳击运动员，在2016年里约奥运会女子拳击60公斤级决赛中，战胜中国的尹军花赢得金牌。